# 圣卡洛卡纳韦塞
圣卡洛卡纳韦塞（義大利語：San Carlo Canavese）是意大利都灵省的一个市镇。总面积20平方公里，人口3910人，人口密度195.5人/平方公里（2009年）。ISTAT代码为001237。